# 33691 Andrewchiang
33691 Andrewchiang è un asteroide della fascia principale. Scoperto nel 1999, presenta un'orbita caratterizzata da un semiasse maggiore pari a 3,0641647 UA e da un'eccentricità di 0,0381380, inclinata di 8,43773° rispetto all'eclittica.